# Winter Guard
La Winter Guard (la « Garde hivernale » ou la « Garde d'hiver » en français) est le nom d'une équipe de super-héros évoluant dans l'univers Marvel de la maison d'édition Marvel Comics. Créée par le scénariste Kurt Busiek et le dessinateur Sean Chen (en), l'équipe apparaît pour la première fois dans le comic book Iron Man (vol. 3) #9 en octobre 1998.
Plusieurs de ses membres ont précédemment fait partie des équipes des Super-soldats soviétiques, des Soviets suprêmes (« Supreme Soviets (en) ») et du Protectorat du peuple (People's Protectorate (en)).

## Biographie de l'équipe
La Winter Guard est la fusion de deux équipes russes : l'équipe mutante Siberforce (Vanguard, Darkstar, la Grande ourse et Sibercat) et le Protectorat du Peuple (Fantasma, le Gardien rouge IV, Perun et Vostok). Elle est dirigée par Steel Guardian (auparavant appelé le Gardien rouge) et est parfois assistée de la nouvelle Dynamo Pourpre (Gennady Gavrilov).
L'équipe affronte Ultimatum, la Présence, le Mandarin. L'équipe a également combattu des Super-vilains russes comme Volga et les Snow Léopards,. Elle s'oppose aux extraterrestres Insidio, Threkker, Skar et Nygorn, membres des Starblasters lorsque ces derniers sont exilés sur Terre.
Darkstar meurt lors d'un combat en France. Par la suite, une nouvelle recrue reprend son nom de code.
L'équipe est réputée pour être à « un niveau similaire aux Vengeurs », une appellation qu'elle partage avec les Canadiens de la Division Alpha et les Japonais de Big Hero 6.
Lors de l'Invasion Secrète, certains membres de l'équipe repoussent les Skrulls de leur pays, grâce à l'aide de War Machine.

## Membres de l'équipe
- Fantasma : une sorcière, capable de projeter des illusions.
- Powersurge (Illarion Ramskov) : un géant à la puissance nucléaire.
- Sibercat (Illya lavrov) : un homme-chat féroce.
- le Gardien rouge (« Steel Guardian », Josef Petkus) : l'homologue soviétique de Captain America.
- la Grande ourse (« Ursa Major », Mikhail Ursus) : un mutant capable de se transformer en ours.
- Vanguard (Nikolai Krylenko) : un mutant capable d'attaquer ses adversaires avec des rafales d’énergie.
- Vostok : un robot contrôlant les machines.
- Darkstar : une nouvelle recrue remplaçant la défunte Darkstar, sœur de Vanguard.

## Apparitions dans d'autres médias
- L'équipe apparaît dans l'épisode de « Secret Avengers » de la série télévisée d'animation Avengers Rassemblement.
- L'équipe est mentionnée dans le jeu vidéo Marvel: Ultimate Alliance 2.